# César Baldaccini
César Baldaccini (Marseille, 1 januari 1921 - Parijs, 6 december 1998) was een Frans beeldhouwer. Hij werd in de tijd van het nouveau réalisme bekend met beelden in de vorm van geperste autowrakken.
César is de ontwerper van de naar hem genoemde bronzen trofee die elk jaar wordt uitgereikt tijdens de ceremonie van de nationale filmprijs van Frankrijk.

## Leven en werk
In 1943 kwam de jonge kunstenaar Baldaccini, geboren uit Italiaanse ouders, naar Parijs om er als smid een lange academische vorming door te maken. Zijn eerste expositie was bij galerie Lucien Durand, te Parijs in 1955. Zijn insecten, zijn personages, zijn uit oud ijzer gelaste portretten trokken meteen de aandacht. Zijn succes werd twee jaar later hernieuwd bij galerie Claude Bernard, ook in Parijs.
César was een meester in de metaalsculptuur. Virtuoos smeedde hij ingenieuze beelden zoals Punaise en Bas-relief à l'insecte in 1955, Aile in 1956, L'Homme de Draguignan en La Tortue in 1958.
Met zijn vrouw Rosine en zijn dochter Anna woonde César in de Rue Boulard van het Quartier du Montparnasse in het 14e arrondissement.
In mei 1960 veroorzaakte César op de XVIde Salon de mai een schandaal met zijn eerste 'compressies'. Dit waren tot een blok geperste autowrakken, het product van een nieuwe Amerikaanse schrootpers in een werkplaats in Gennevilliers. Met deze werken wilde hij zich keren tegen het conformisme van de abstracte kunst en wilde hij zijn werk integreren in de technologische realiteit van de eigen tijd.
In 1965 toonde een nieuwe expositie, in het Parijse Musée des Arts décoratifs, een nieuwe evolutie in Césars techniek. Hij had ontdekt hoe hij bij het verwerken van polyester de materie kon manipuleren en maakte een serie expansies. Vergrote kopieën van zijn duim (Le Pouce) in rode polyurethaan en in brons reisden de wereld rond en werden gezien als zijn handelsmerk.
César realiseerde zijn compressies en zijn expansies soms in het bijzijn van toeschouwers als happening. Na 1970 maakte hij combinaties van beide sculptuurvormen en verwerkte vloeibaar kristal tot series combustions.
Enkele van zijn werken zijn: Zittend naakt, waarmee César verwees naar de versteende slachtoffers van de Pompeïaanse vulkaanuitbarsting; Le Centaure, een hommage aan zijn vriend Picasso; Le Pouce; Compression Motobécane; Compression de voiture; Le Sein; Françis Bacon; Grosse Ginette of de Venus de Villateneuse; Gustave Eiffel en een reeks Marionettes.
Met Gérard Blandin, een juwelier uit Nice, verwerkte hij goud en edelstenen van gedragen juwelen tot compressies die goed verkochten.
In 1988 ontmoette César op 67-jarige leeftijd zijn nieuwe partner, de jonge Stéphanie Busutti.
Hij overleed in 1998 op 77-jarige leeftijd in zijn woning te Parijs aan de gevolgen van kanker.

## Werk in openbare collecties (selectie)
- Stedelijk Museum Amsterdam
- Design Museum Den Bosch

## Tentoonstellingen (selectie)
- 2000 - Het versierde ego, het kunstjuweel in de 20ste eeuw, Koningin Fabiolazaal, Antwerpen